# Coty Clarke
Coty Clarke (ur. 4 lipca 1992 w Antioch) – amerykański koszykarz występujący na pozycji skrzydłowego, aktualnie zawodnik zespołu BK Astana.
7 marca 2016 podpisał 10-dniową umowę z klubem Boston Celtics.
27 lipca 2019 został zawodnikiem niemieckiego Brose Baskets. 9 sierpnia dołączył kazachskiego do BK Astana.

## Osiągnięcia
Stan na 9 września 2019, na podstawie, o ile nie zaznaczono inaczej.
Drużynowe
- Mistrz:
  - Czarnogóry (2019)
  - Portoryko (2016)
- Wicemistrz Ligi Adriatyckiej (2019)
- Zdobywca pucharu Czarnogóry (2019)

Indywidualne
(* – nagrody przyznane przez eurobasket.com)
- MVP miesiąca VTB (kwiecień 2017/2018)
- Najlepszy zagraniczny zawodnik VTB (2018)[2]
- Zaliczony do II składu D-League (2016)[5]
- Powołany do udziału w meczu gwiazd VTB (2018)[6]